# 小切爾尼亞夫卡
49°48′12″N 29°2′16″E / 49.80333°N 29.03778°E
小切爾尼亞夫卡（烏克蘭語：Мала Чернявка），是烏克蘭北部的村莊，隸屬日托米爾州的別爾季切夫區。該村始建於1737年，面積3.12平方公里，海拔高度249米，2001年人口554，人口密度每平方公里177.39人。